# پرنده‌هراسی
پرنده‌هراسی (انگلیسی: Ornithophobia)، ترس غیرعادی و غیرمنطقی از پرنده‌ها، نوعی هراس ویژه است. این اصطلاح همچنین ممکن است به تنفر قوی از پرندگان اشاره داشته باشد؛ به عنوان مثال، پرندگان آفت در مناطق تولید غلات.

## عوامل ایجاد پرنده‌هراس
پرده‌هراسی یکی از انواع حیوان‌هراسی است که از جمله مهم‌ترین علت‌های پرنده‌هراسی می‌توان به موارد زیر اشاره داشت:
- تجربیات منفی
- رفتارهای آموخته‌شده
- عوامل فردی

## نشانه‌های پرنده‌هراسی
نشانه‌ها و علائم پرنده‌هراسی را همانند سایر هراس‌ها می‌توان به دو دسته جسمی و روانی تقسیم‌بندی کرد.
نشانه‌های جسمی
- افزایش ضربان قلب
- لرزش بدن
- تنگی نفس
- احساس درد بر روی سینه
- احساس بیماری

نشانه‌های روانی
- احساس ترس و فرار از محل
- اضطراب
- استرس
- بی‌حالی

## افراد مشهور پرنده‌هراس
- اینگمار برگمان[۶]
- نایل هوران[۷]